# Epistenia goethei
Epistenia goethei är en stekelart som beskrevs av Girault 1913. Epistenia goethei ingår i släktet Epistenia och familjen puppglanssteklar.
Artens utbredningsområde är Paraguay. Inga underarter finns listade i Catalogue of Life.